# ヒ化ガリウム
ヒ化ガリウム（ヒかガリウム、英: gallium arsenide）はガリウムのヒ化物であり、組成式はGaAsである。化合物半導体であるため、その性質を利用して半導体素子の材料として多用されている。半導体分野ではガリウムヒ素（ガリウム砒素）や、さらにはそれを短縮したガリヒ素という呼称で呼ばれることも多い。

## 性質
銀色の金属状化合物で、常温で安定な結晶構造は閃亜鉛鉱型（ジンクブレンド型）構造をとる。式量は144.64、融点1511 K、比重は5.310である。ヒ素化合物だが単独での毒性は弱い。しかし酸や水蒸気と反応し、有毒なアルシンを生成する。半導体材料としての性質は、1.43 eV のバンドギャップを持つIII-V族半導体であり、電子移動度は 8500 cm2/(V s)、ホール移動度は 400 cm2/(V s) である。

## 特徴
一般的な半導体材料であるシリコンよりも電子移動度が高く、アンドープ基板の抵抗率が非常に高い（シート抵抗値が数 MΩ）ことから、半絶縁性基板と呼ばれる。
高い抵抗率によって基板へのリーク電流や寄生容量を抑えることができ、現在のSOI技術によるFETと同様の性質を持つ。
このような性質から、応答が速く消費電力の少ない半導体素子の製造に適した材料となっている。一方で、絶縁性の元となっているミッドギャップ近傍の準位が時定数を増大させる結果となっているため(数ms～数s)、不安定動作の原因となっている。

## 用途
前述の利点を生かして、ヘテロ構造を使用した、HEMTやHBT等の高速通信用の半導体素子の材料として多用されている。
また、直接遷移形の材料であるため赤色・赤外光の発光ダイオードに広く用いられており、半導体レーザーにも使用されている。

## 毒性
ヒ化ガリウムはIARC発がん性リスク一覧でGroup1に分類されており、発ガン性が指摘されている。このため、ヒ化ガリウムを含有する半導体を廃棄する際には適切な処理が求められる。特に一般ゴミに混入しないよう細心の注意が必要である。
また粉砕や破砕などを行なうと粉塵を吸い込む危険性がある。